# NGC 6056
NGC 6056 (również IC 1176 lub PGC 57075) – galaktyka spiralna z poprzeczką (SB0-a), znajdująca się w gwiazdozbiorze Herkulesa. Odkrył ją Lewis A. Swift 8 czerwca 1886 roku.